# Assignment in Brittany
Assignment in Brittany is een Amerikaanse oorlogsfilm uit 1943 onder regie van Jack Conway.

## Verhaal
Tijdens de oorlog staat kapitein Pierre Metard aan het hoofd van het Bretonse verzet. Hij blijkt als twee druppels water te lijken op Bertrand Corlay, die door de geallieerden is gearresteerd op verdenking van spionage voor de nazi's. De Britse geheime dienst doet een beroep op Metard. Hij moet zich uitgeven voor Corlay om een duikbootbasis voor de Franse kust te lokaliseren. Op missie maakt hij kennis met Anne Pinot, de vriendin van Corlay. Zijn opdracht wordt er niet simpeler op, als hij verliefd wordt op haar. Bovendien heeft de knappe spionne Elise hem in de gaten gekregen.

## Rolverdeling
| Acteur             | Personage                                |
| ------------------ | ---------------------------------------- |
| Jean-Pierre Aumont | Kapitein Pierre Metard / Bertrand Corlay |
| Susan Peters       | Anne Pinot                               |
| Margaret Wycherly  | Henriette Corlay                         |
| Signe Hasso        | Elise                                    |
| Richard Whorf      | Jean Kerenor                             |
| George Coulouris   | Kapitein Hans Holz                       |
| John Emery         | Kapitein Deichgraber                     |
| Darryl Hickman     | Etienne                                  |
| Sarah Padden       | Albertine                                |
| Adia Kuznetzoff    | Louis Basdevant                          |
| Reginald Owen      | Kolonel Trane                            |
| Miles Mander       | Kolonel Herman Fournier                  |
| Alan Napier        | Sam Wells                                |
| Odette Myrtil      | Zus van Louis                            |
| Juanita Quigley    | Jeannine                                 |